# Großer Schneckenspinner
Der Große Schneckenspinner (Apoda limacodes) (wörtlich übersetzt: „Nacktschneckenartiger Ohnefuß“) ist ein Schmetterling (Nachtfalter) aus der Familie der Schneckenspinner (Limacodidae).

## Beschreibung
Die Falter erreichen eine Flügelspannweite von 20 bis 30 Millimetern, wobei die Weibchen etwas größer werden. Sie haben kurze und breite, hellbraun (Männchen) oder hell-ockergelb (Weibchen) gefärbte Vorderflügel. Auf denen der Männchen findet sich je eine scharf abgegrenzte trapezförmige, dunkle oder helle Fläche, in der zwei wie der Rest der Flügel gefärbte Dreiecke zu finden sind, die sich an einer Spitze berühren, bei den Weibchen sind nur die Konturen dieser Flächen dunkel, sonst haben sie die gleiche Farbe der Flügel. Die Hinterflügel der Männchen sind dunkler gefärbt als deren Vorderflügel.

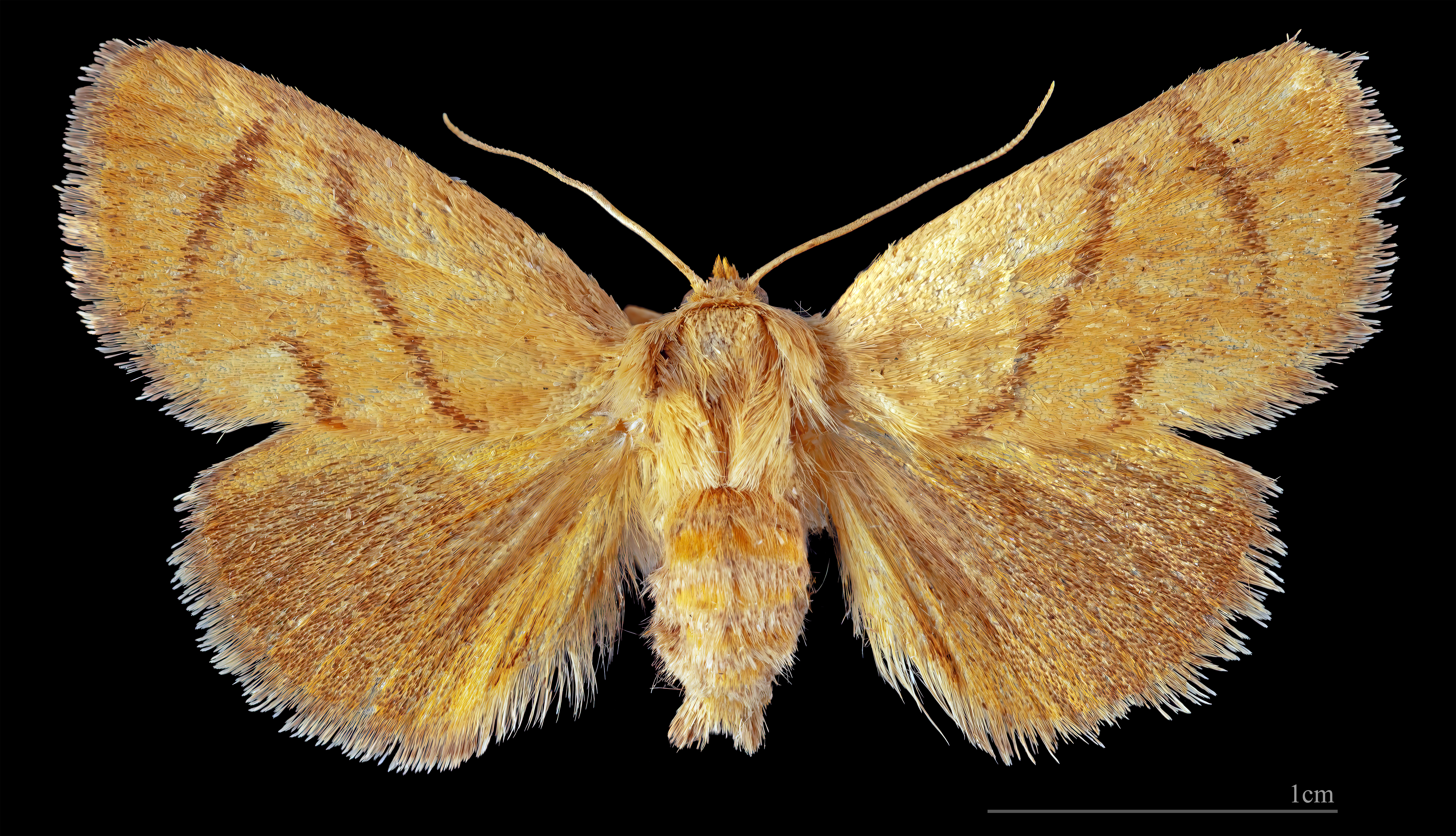
♂
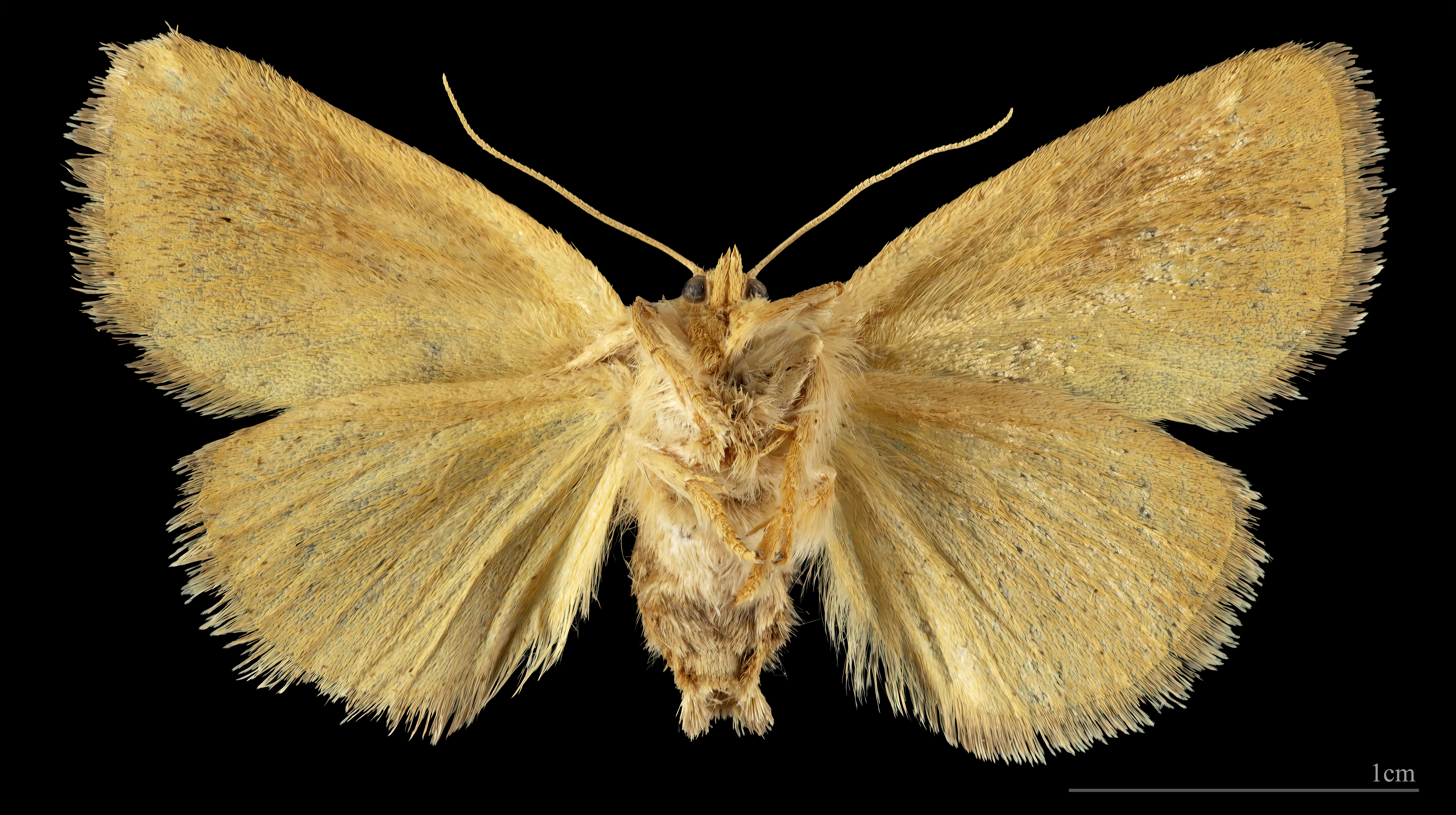
♂ △

Die Raupen werden ca. 15 Millimeter lang und haben einen flachen, einer Assel oder Schnecke ähnlichen Körperbau. Sie sind grün mit zahlreichen gelben Punkten und links und rechts vom Rücken mit einem gelben Längsstreifen mit kleinen roten Punkten darin.

### Ähnliche Arten
- Kleiner Schneckenspinner (Heterogenea asella)

## Vorkommen
Die Tiere kommen in Europa außer im hohen Norden und in Teilen der Iberischen Halbinsel fast überall und häufig vor und leben in Eichenmischwäldern und anderen Gegenden mit Eichenbewuchs, wie z. B. in Gärten.

## Lebensweise
Die nachtaktiven Falter, die nur selten am Tag aktiv sind, fliegen in einer Generation von Mitte Juni bis Ende Juli. Die Raupen haben keine Bauchfüße, sondern eine Kriechsohle, mit der sie sich ähnlich wie Schnecken mit wellenförmigen Bewegungen kriechend auf einer Schleimschicht fortbewegen können. Man findet sie meist auf glatten Blättern, auf denen sie guten Halt finden. Behaarte Blätter werden gemieden. Die Raupen produzieren im Herbst immer weniger Schleim, bis sie schließlich zu Boden fallen. Dort spinnen sie dann zwischen Laub einen sehr festen, braunen Kokon, in dem sie sich im Frühjahr verpuppen.

### Nahrung der Raupen
Die Raupen ernähren sich von den Blättern verschiedener Laubbäume, besonders von Stieleichen (Quercus robur), anderen Eichenarten, Hainbuchen (Carpinus betulus), Rotbuchen (Fagus sylvatica) und Bergahorn (Acer pseudoplatanus).

## Parasitoide
Als Parasitoide des Großen Schneckenspinners sind bekannt:
- Dolichogenidea lacteicolor (Brackwespe, Unterfamilie Microgastrinae)
- Phobocampe alticollis (Schlupfwespe, Unterfamilie Campopleginae)
- Sphinctus serotinus (Schlupfwespe, Unterfamilie Tryphoninae)
- Triraphis tricolor (Brackwespe, Unterfamilie Rogadinae)

## Galerie

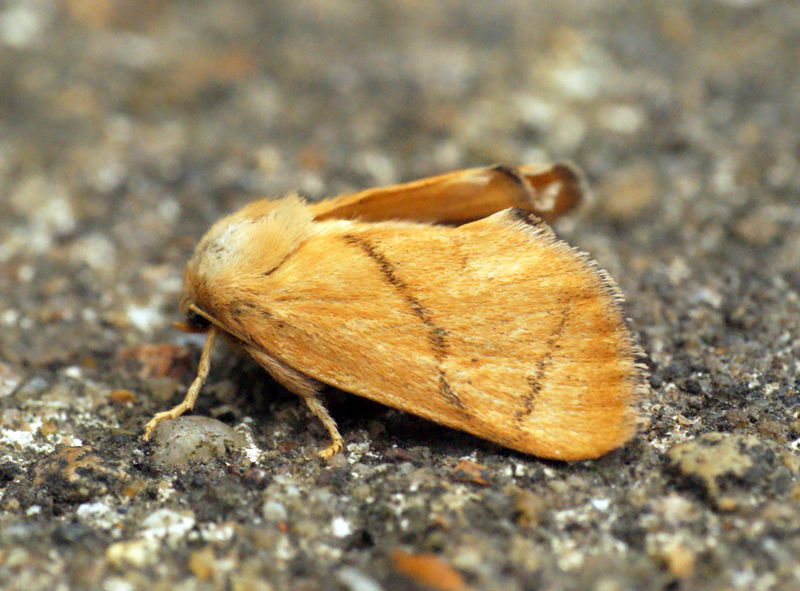
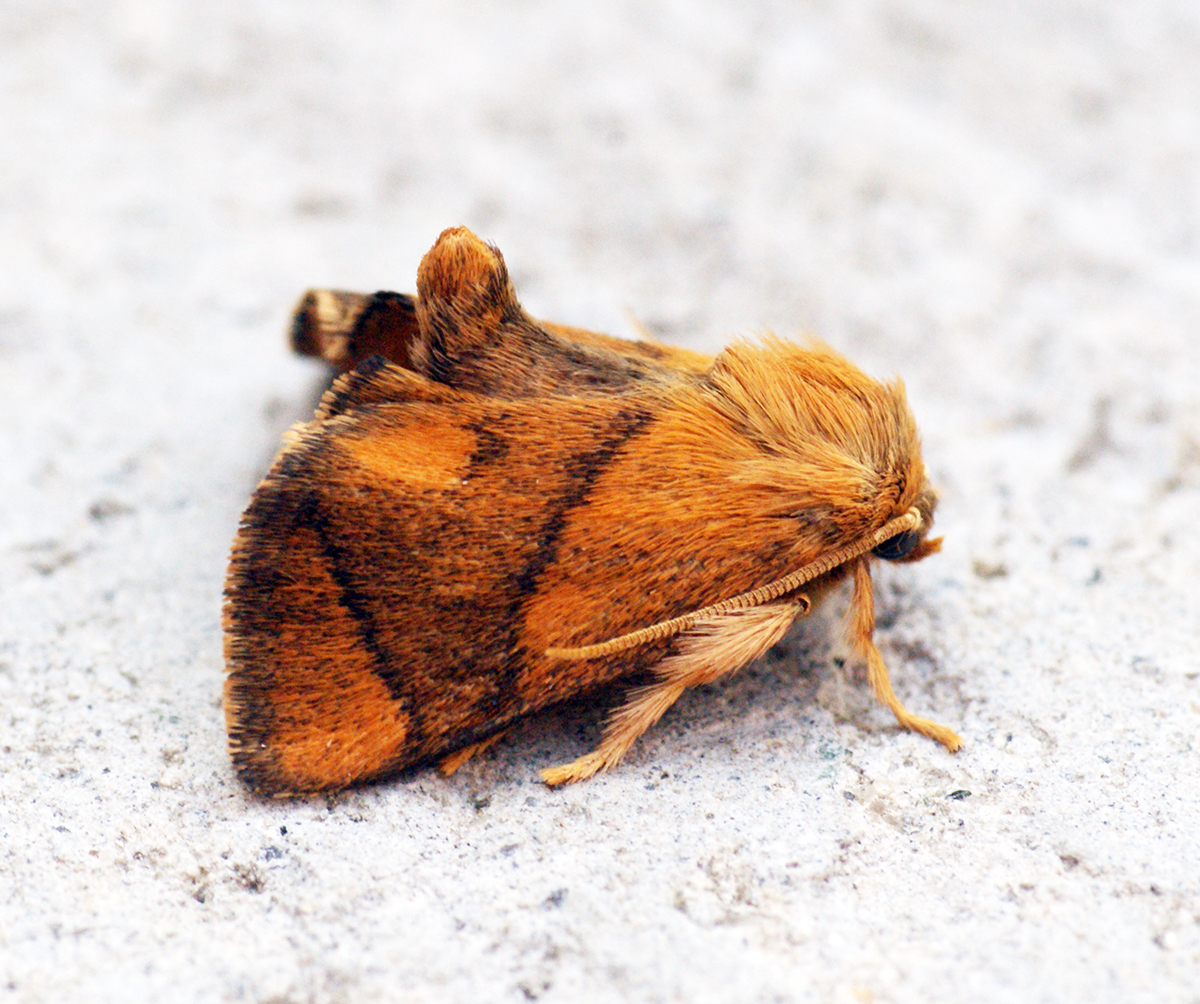
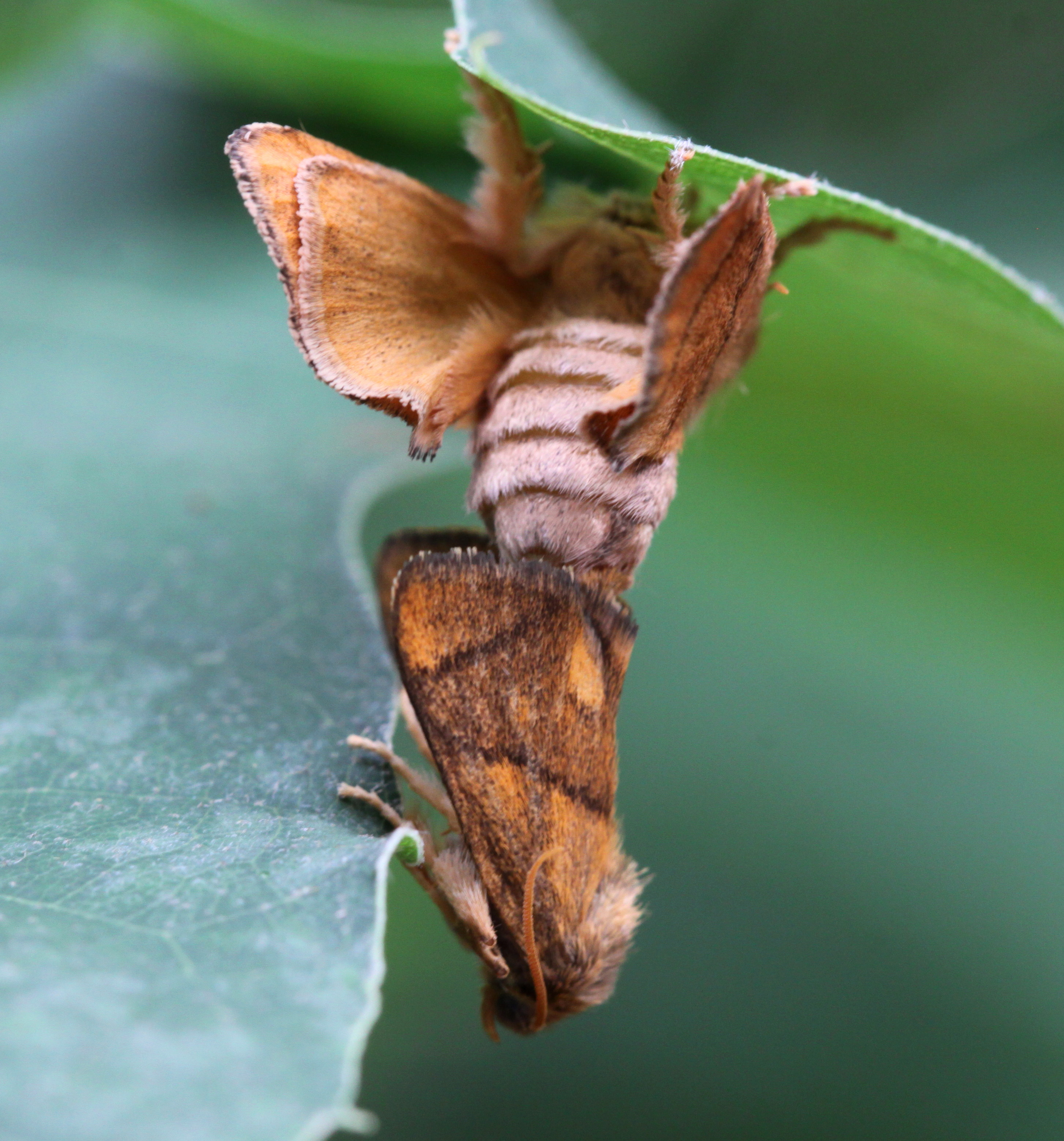
Paarung
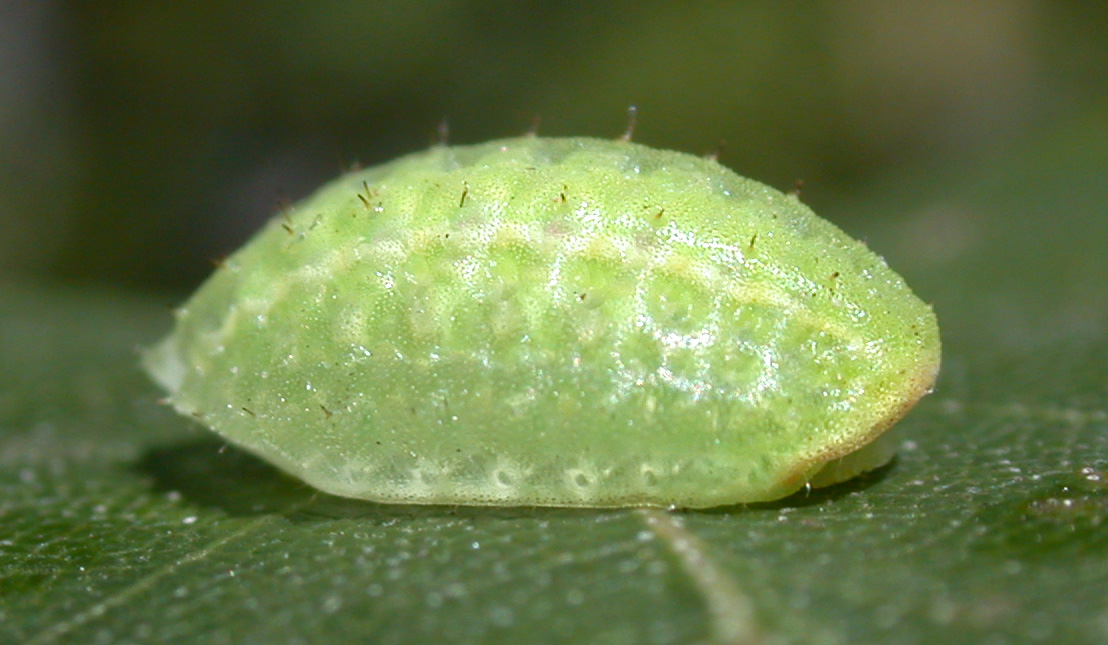
Vermutlich vorletztes Raupenstadium
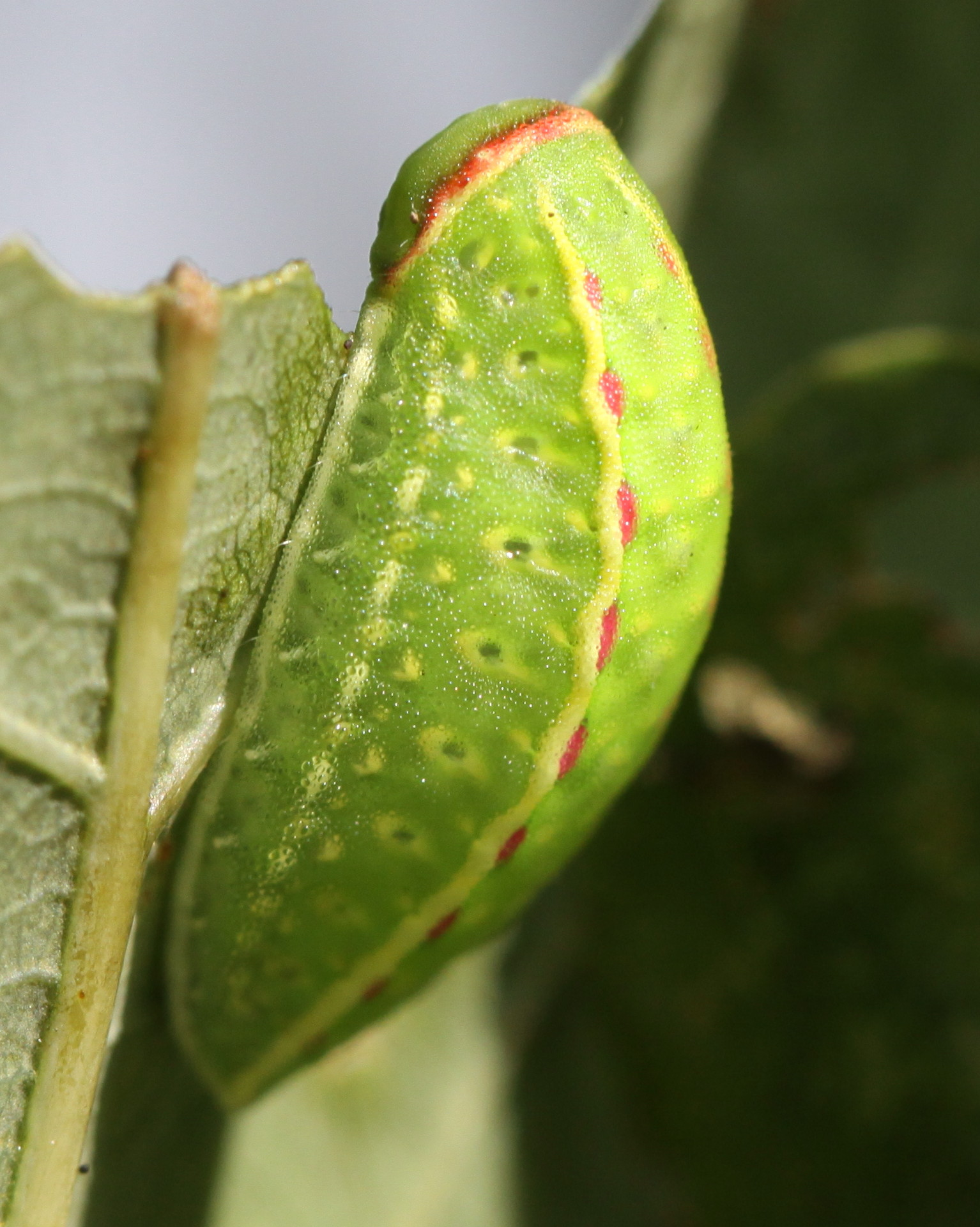
Letztes Raupenstadium
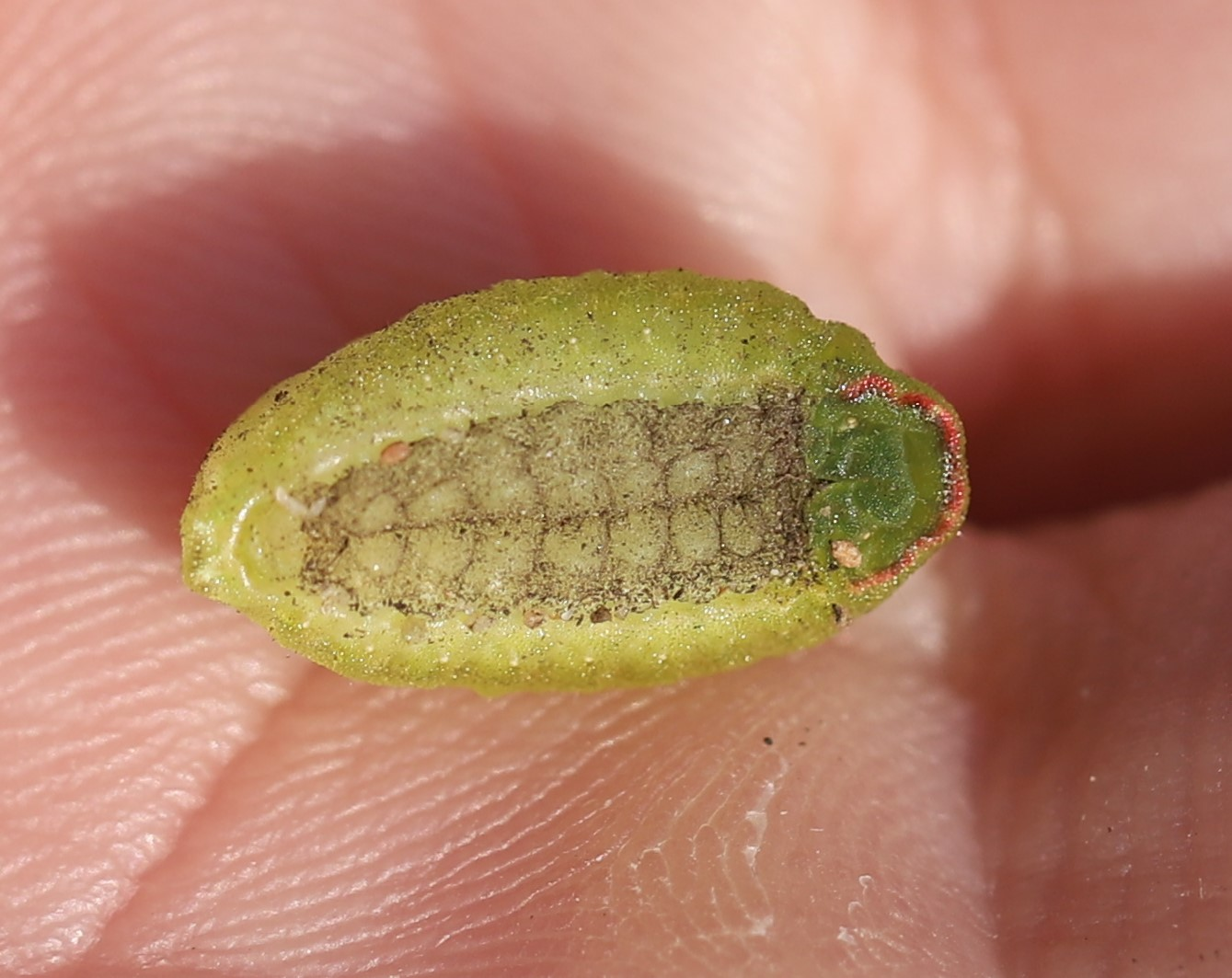
Raupe, Ventralansicht